# Come Around Sundown
Come Around Sundown è il quinto album della band Kings of Leon, pubblicato ad ottobre del 2010.

## Descrizione
L'album è stato annunciato con largo anticipo, all'inizio di agosto del 2010, e accompagnato da aspettative molto elevate, soprattutto a seguito del grande successo commerciale ottenuto dal precedente lavoro discografico dei Kings of Leon, Only by the Night.
Il lancio del disco è stato anticipato dal singolo Radioactive, che ha debuttato nelle radio del Regno Unito l'8 settembre 2010 ed in quelle statunitensi il 13 settembre 2010. Diversi brani di Come Around Sundown sono stati inoltre eseguiti dalla band nel corso dei concerti del precedente tour, come ad esempio Mary, Immortals, Radioactive e Southbound.
Il leader del gruppo ha spiegato questa scelta in un'intervista:
 aggiungendo anche che 
Il singolo di lancio dell'album è stato giudicato un punto di stacco rispetto al rock da stadio del precedente album e rispetto ai canoni del rock contemporaneo, grazie soprattutto al refrain ed al ritornello, caratterizzato da un coro gospel. All'interno del disco vengono però toccati anche altri generi, come il post-punk di The Immortals e Pony Up, il country di Back Down South, arrivando addirittura al doo-wop stile anni cinquanta di Mary.
Al fine di "espandere" il suono della band, all'interno dei brani del disco sono presenti strumenti nuovi rispetto a quelli precedentemente usati, come ad esempio la tromba. A tal proposito, Caleb Followill ha dichiarato: «penso che ognuno di questi suoni contribuisca realmente a completare la canzone».
Secondo quanto dichiarato da Nathan Followill, il disco è stato realizzato senza pensare alla necessità di reggere il confronto con Only by the Night. Il musicista ha inoltre aggiunto che è stato proprio il successo del precedente album a dare alla band il coraggio di pubblicare brani come Mary o Back Down South.

## Tracce
Testi e musiche di Caleb Followill, Nathan Followill, Jared Followill, Matthew Followill.
1. The End – 4:24
2. Radioactive – 3:26
3. Pyro – 4:10
4. Mary – 3:25
5. The Face – 3:28
6. The Immortals – 3:28
7. Back Down South – 4:01
8. Beach Side – 2:50
9. No Money – 3:05
10. Pony Up – 3:04
11. Birthday – 3:15
12. Mi Amigo – 4:06
13. Pickup Truck – 4:44

Durata totale: 47:26

## Classifiche
In Regno Unito il disco è entrato in classifica direttamente al primo posto, con oltre 49.000 copie vendute on-line e circa 183.000 totali, diventando così il disco con il più alto numero di copie vendute in una settimana durante il 2010. L'album si è posizionato subito in vetta alla classifica di vendita anche in Canada, con circa 26.000 copie vendute nei primi 7 giorni. Un simile risultato è stato ottenuto anche in Australia, dove il disco ha subito ottenuto il primo posto con 26.463 copie vendute. Come Around Sundown è inoltre entrato direttamente al primo posto anche nelle classifiche di Svizzera, Austria, Nuova Zelanda, Irlanda e nelle Fiandre.
Negli Stati Uniti d'America l'album ha esordito al secondo posto della classifica Billboard 200, con circa 184.000 copie vendute in 7 giorni.
| Classifica (2010)     | Posizione massima |
| --------------------- | ----------------- |
| Australia             | 1                 |
| Austria               | 1                 |
| Belgio (Fiandre)      | 1                 |
| Belgio (Vallonia)     | 7                 |
| Canada                | 1                 |
| Danimarca             | 3                 |
| Finlandia             | 11                |
| Francia               | 27                |
| Germania              | 1                 |
| Grecia                | 7                 |
| Irlanda               | 1                 |
| Italia                | 16                |
| Messico               | 9                 |
| Norvegia              | 3                 |
| Nuova Zelanda         | 1                 |
| Paesi Bassi           | 2                 |
| Polonia               | 1                 |
| Portogallo            | 3                 |
| Regno Unito           | 1                 |
| Repubblica Ceca       | 2                 |
| Spagna                | 7                 |
| Stati Uniti d'America | 2                 |
| Svezia                | 10                |
| Svizzera              | 1                 |
| Ungheria              | 40                |

### Classifica italiana
| Posizione | 16 | 32 | 45 | 61 | - | 87 | - | - | - | - | - | 86 | 78 | - | 93 | 80 | 96 |  |  |  |